# PricewaterhouseCoopers International
PricewaterhouseCoopers International (PwC) ist ein globales Netzwerk rechtlich selbständiger und unabhängiger Unternehmen in den Bereichen Wirtschaftsprüfung, Steuerberatung und Unternehmens- bzw. Managementberatung. Der globale PwC-Verbund hat Mitgliedsfirmen in 157 Staaten, die weltweit zusammen mehr als 328.000 Mitarbeiter beschäftigen. Der Umsatz des Gesamtkonzerns belief sich im Geschäftsjahr 2022 auf 50,3 Milliarden US-Dollar.
PricewaterhouseCoopers entstand 1998 durch den Zusammenschluss von Price Waterhouse und Coopers & Lybrand. Beide Ursprungsunternehmen bestehen jeweils seit über 150 Jahren.
PwC ist eine der vier umsatzstärksten Wirtschaftsprüfungsgesellschaften der Welt und gehört zu den Big Four.

## Geschichte

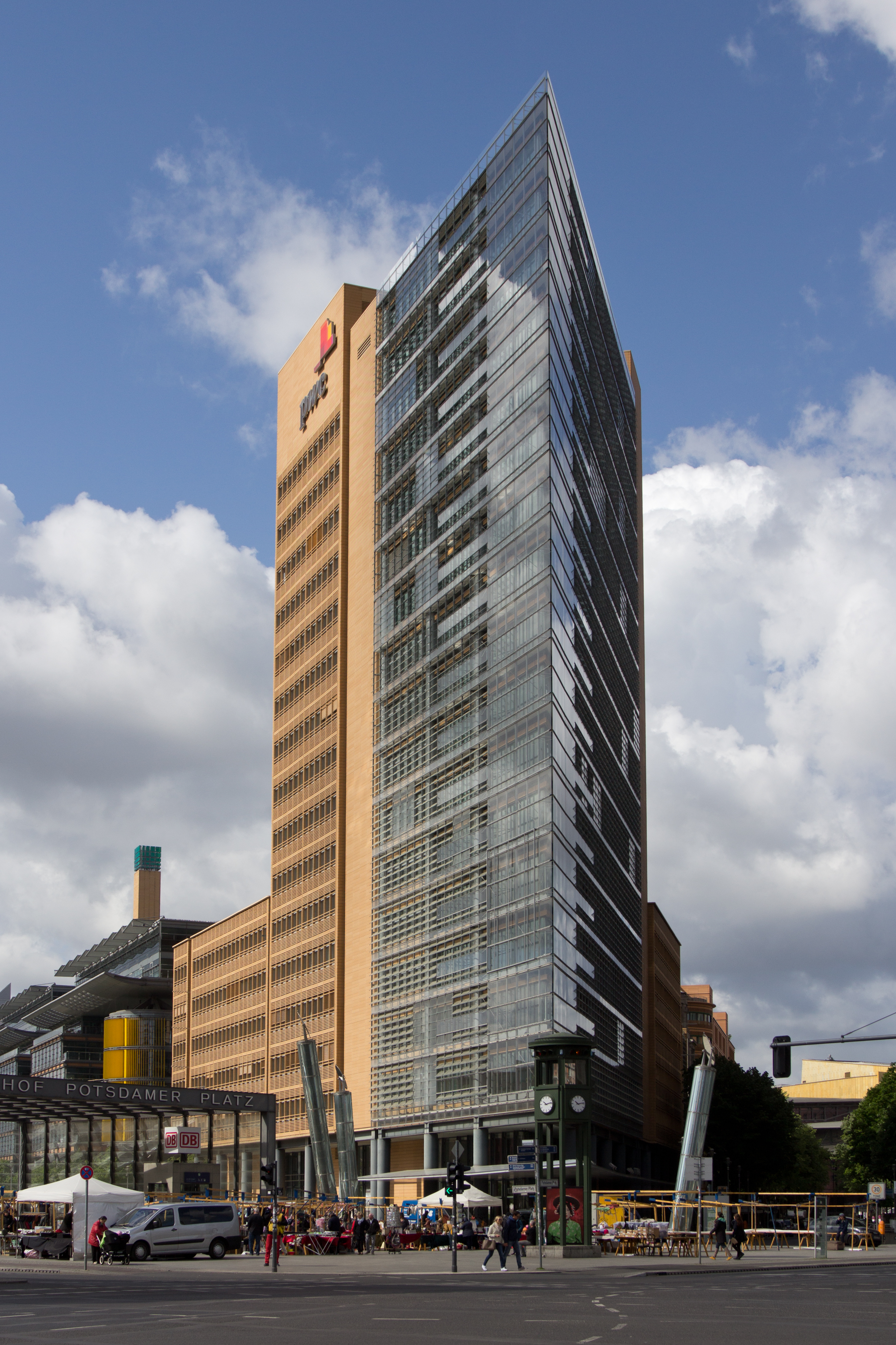
Ehemaliges PricewaterhouseCoopers Gebäude in Berlin.

Die Geschichte des Netzwerks, das heute als PricewaterhouseCoopers firmiert, begann im Jahr 1849, als der Buchprüfer Samuel Lowell Price in London sein Unternehmen gründete. Ebenfalls in London eröffnete 1854 William Cooper ein eigenes Geschäft. Price schloss sich 1865 mit seinen beiden Kollegen Holyland und Waterhouse zu einer Partnerschaft zusammen. Neun Jahre später änderten sie deren Namen zu Price Waterhouse & Co. William Cooper firmiert seit 1861 unter Cooper Brothers.
Sowohl Price Waterhouse & Co. als auch Cooper Brothers expandierten kräftig. Die britische Cooper Brothers & Co. (UK) und McDonald, Currie and Co. (Kanada) sowie Lybrand, Ross Broth. & Montgomery (US) schlossen sich 1957 als Coopers & Lybrand zusammen. Im Jahr 1982 wurde die Price Waterhouse World Firm gegründet. Im Jahr 1998 schlossen sich die beiden Firmen zusammen. Vier Jahre später wurde der Unternehmensberatungsteil an IBM verkauft.
Am 3. April 2014 übernahm PricewaterhouseCoopers Booz & Company. Seit dem Zusammenschluss ist die internationale Strategieberatung unter dem neuen Namen Strategy& Teil des PricewaterhouseCoopers-Firmennetzwerks.

## Struktur

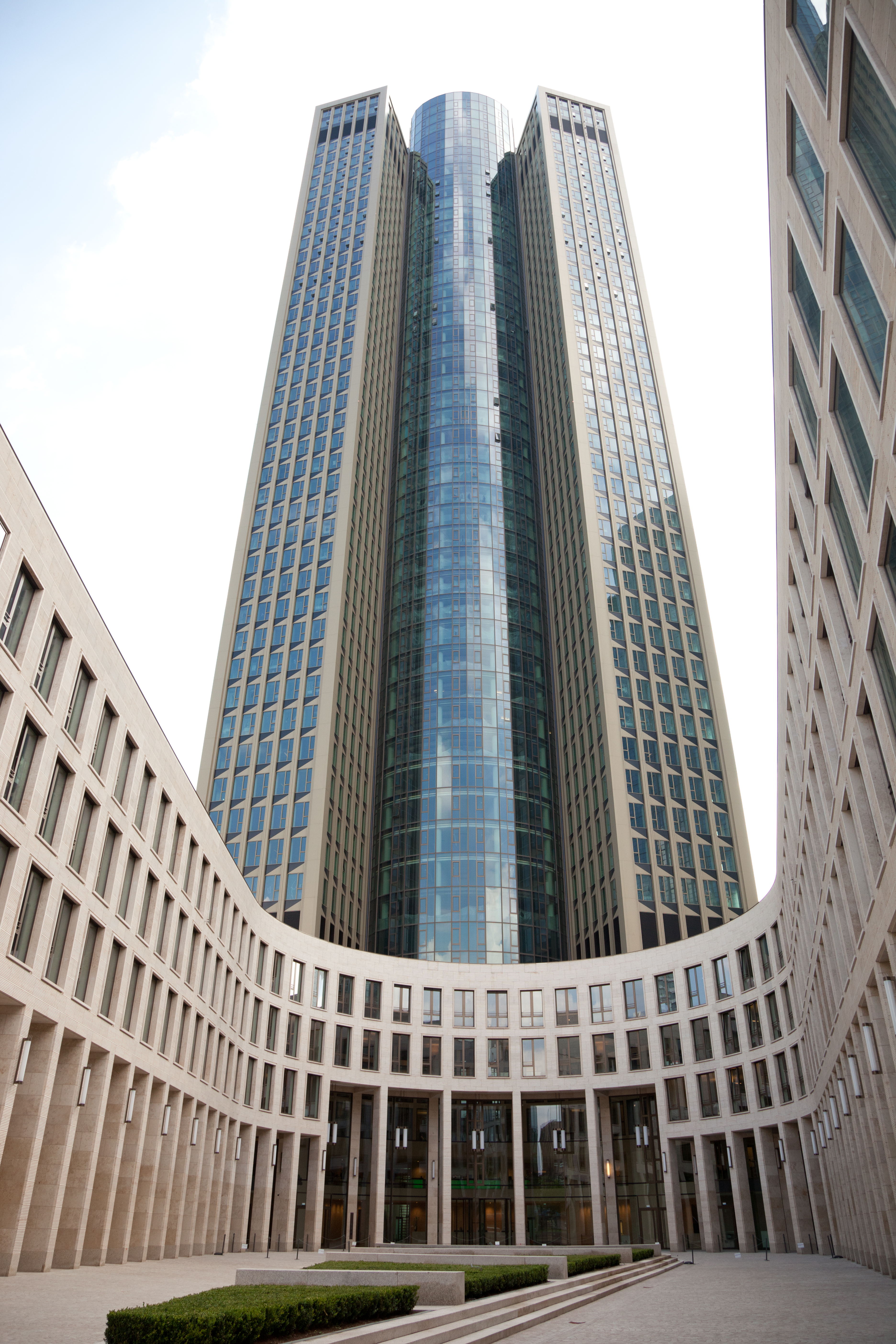
Deutsche PwC-Hauptniederlassung (Frankfurt)

Unter der Marke PricewaterhouseCoopers (PwC) bieten Unternehmen in 157 Staaten selbstständig und unabhängig voneinander Dienstleistungen an. Die Unternehmen unterliegen den dort jeweils geltenden Gesetzen, Handelsgebräuchen und berufsrechtlichen Bestimmungen. Sie können nicht für die jeweils andere Gesellschaft vertragliche Verpflichtungen eingehen. Jedes Unternehmen haftet jeweils nur für sein eigenes Handeln oder Unterlassen, nicht aber für das Handeln oder Unterlassen einer der anderen Gesellschaften. Nicht jedes Unternehmen bietet alle Leistungen an und bestimmte Leistungen können möglicherweise aufgrund der jeweils geltenden Gesetze nicht erbracht werden.
Alle Unternehmen sind der PricewaterhouseCoopers International Limited angeschlossen, die u. a. die Rechte an der Marke PricewaterhouseCoopers (PwC) hält und verwaltet, das Corporate Design verantwortet und andere koordinierende Aufgaben übernimmt. Dieses Unternehmen erbringt allerdings selbst keine Leistungen gegenüber Mandanten.
Der globale CEO ist seit 1. Juli 2024 Mohamed Kande. Seine Aufgaben sind aufgrund der rechtlich selbstständigen und unabhängigen Organisation eher repräsentativer Natur.

## Dienstleistungen

Logo bis 2010

Die Dienstleistungen von PricewaterhouseCoopers lassen sich drei Geschäftsbereichen zuordnen:
Assurance
Prüfung und prüfungsnahe Dienstleistungen
Tax & Legal
Nationale und internationale Steuerberatung, Personal- und Verrechnungspreise sowie Compliance-Beratung.
Advisory
Consulting, Transactions, Prozess- und Krisenberatung, Strategieberatung (über die Tochter Strategy&), Prozessoptimierung, Restrukturierung, Krisenmanagement etc.
Ergänzend zur Service-Line-Struktur betreuen Teams mit branchenspezifischem Know-how Kunden aus allen Märkten, wie bspw.
- Konsumgüterindustrie
- Finanzdienstleistungen
- Technologie, Medien und Telekommunikation

Der Branchenzuschnitt kann von Land zu Land variieren.

## Einige Großkunden
- Allianz SE
- Cisco
- Ebay
- E.ON
- EXXON
- Lanxess
- Nordex SE
- ThyssenKrupp (vormals von KPMG geprüft)[8][9][10]

## PwC in der Presse
PwC war seit 1995 als Prüfer des russischen Ölkonzerns Yukos tätig. Im Zuge der Zerschlagung des Konzerns und des Prozesses gegen Michail Chodorkowski, der wegen Betruges und Steuerhinterziehung verurteilt wurde, konnte dieser stets auf die Berichte der PwC-Rechnungsprüfer verweisen, die eine einwandfreie Buchführung bescheinigten. Allerdings wurde auch PwC 2007 einem Verfahren wegen Steuerhinterziehung ausgesetzt, musste 290 Millionen Rubel (8,3 Millionen Euro) Steuern nachzahlen und wurde wegen angeblicher Beihilfe zur Steuerhinterziehung im Fall Yukos juristisch verfolgt. Nachdem so der staatliche Druck auf PricewaterhouseCoopers Russland stark angestiegen war, hat man alle Rechnungsprüfungsberichte der Jahre 1995 bis 2004 wegen nicht weiter benannter neuer Erkenntnisse zurückgezogen. Im Oktober 2008 wurde die Klage gegen PwC fallengelassen und das Verfahren eingestellt.
Im Oktober 2011 wurde bekannt, dass es bei der in Bundesbesitz befindlichen Bad Bank FMS Wertmanagement, die von der Hypo Real Estate (HRE) ausgegliedert wurde, zu einem Buchungsfehler in Höhe von 55,5 Milliarden Euro gekommen ist. Nach gemeinsamer Klärung der Faktenlage stellte das Finanzministerium ein Kommunikationsproblem zwischen den beteiligten Banken fest. Der Wirtschaftsprüfer PwC, der eigentlich die Bad-Bank beaufsichtigen sollte, habe immerhin bei der Aufklärung geholfen.

## Steuerberatung und Steuervermeidung

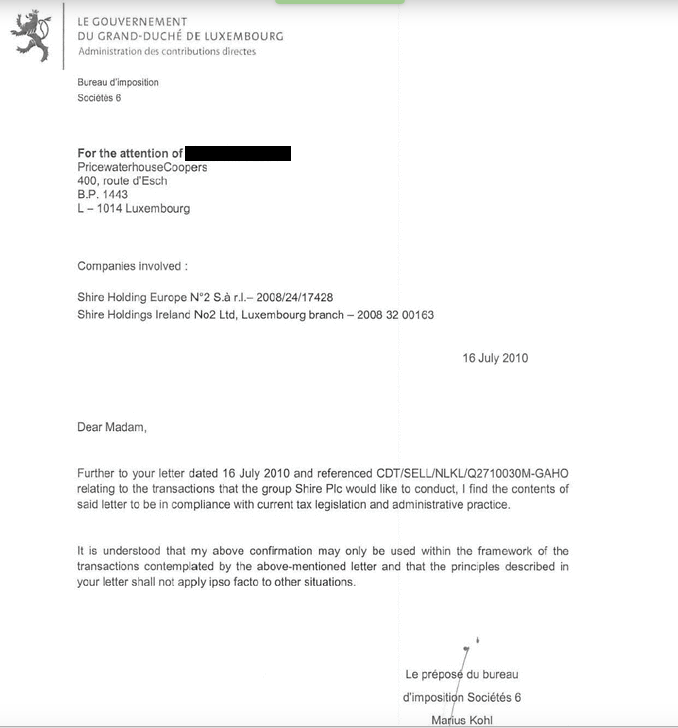
Beispiel für eine Steuervereinbarung zwischen PwC und den luxemburgischen Steuerbehörden

PwC setzte im Jahr 2013 weltweit 8,8 Milliarden Dollar mit Dienstleistungen im Bereich Steuerberatung um. PwC berät seine Kunden auch bei der Erstellung von Steuervermeidungsmodellen und liefert eine Einschätzung, ob diese Modelle gerichtsfest sind. Durch eine Anhörung im Jahr 2013 wurde publik, dass das Unternehmen auch Steuermodelle erarbeitet und verkauft, bei denen die Chance vor einem Finanzgericht zu bestehen nur 50 Prozent und weniger beträgt.

### Luxemburg-Leaks
Bei den sogenannten „Luxemburg-Leaks“ wurden im Jahr 2014 insgesamt 28.000 Seiten geheimer Steuerdokumente geleakt, aus denen hervorgeht, wie internationale und deutsche Konzerne Milliarden an Steuern vermeiden. Nach Berichten der Süddeutschen Zeitung wurden die Dokumente vor allem von PwC-Mitarbeitern verfasst. Demnach erdachten die Berater Offshore-Konstrukte für ihre Kunden, die gezielt Lücken in der internationalen Steuergesetzgebung ausnutzen. Aus den Dokumenten geht hervor, wie insgesamt 343 Konzerne ihre Steuerflucht organisieren.
Unter der Ägide des damaligen Finanzministers Jean-Claude Juncker gelang es PwC, ein Steuersparmodell für Großkonzerne wie Ikea, Pepsi, Apple, Deutsche Bank, Amazon und etlichen anderen zu entwickeln, sodass deren Steuerlast zum Teil weniger als 0,1 % des Gewinns betrug. Hierdurch entstandene Steuerausfälle in europäischen Nachbarländern gehen vermutlich in die Milliarden.

### Caterpillar
Es wurde außerdem bekannt, dass PricewaterhouseCoopers ein komplexes Modell zur Steuerflucht für das Unternehmen Caterpillar etabliert hatte. 8 Milliarden Dollar Gewinn, welche zunächst in den USA erwirtschaftet wurden, wurden weiter in die Schweiz gebucht. Diese Transaktionen reduzieren die Steuerlast um 2,4 Milliarden Dollar in den USA. Aus internen E-Mails zweier Mitarbeiter geht hervor, dass dieses Modell verschleiert werden sollte.

### Zypern
Laut dem Internationalen Netzwerk investigativer Journalisten (ICIJ) half das Unternehmen über seine Dependance in Nikosia russischen Oligarchen aus dem Umfeld von Wladimir Putin beim Geldtransfer bei der Umgehung der Sanktionen gegen Russland seit dem Überfall auf die Ukraine. Dies betraf unter anderem das Unternehmen Evraz und Alexander Grigorjewitsch Abramow, wobei mit 62 Briefkastengesellschaften gearbeitet wurde. Dazu wurden laut Expertenmeinung die gleichen Strukturen und Methoden benutzt, wie sie auch bei der Geldwäsche eingesetzt werden. Diese Dienstleistung war nicht neu im Angebotsportfolio, sondern wurde laut Recherchen der ICIJ russischen Unternehmern bereits seit der Annexion der Krim 2014 und dem Beginn der diesbezüglichen Sanktionen als Lösung offeriert. Laut Meldung des Guardian half PwC Zypern Alexei Alexandrowitsch Mordaschow kurz nach Einführung der Sanktionen, die ihn namentlich identifizierten, an seine „eingefrorenen“ Unternehmensanteile an TUI zu gelangen. Bereits im Juni 2022 war PwC von der Europäischen Union für sein Produktportfolio für russische Oligarchen kritisiert worden.